# The Rich Are Always with Us
The Rich Are Always with Us is een film uit 1932 onder regie van Alfred E. Green. De film is gebaseerd op een boek van Ethel Pettit.

## Verhaal
Ook al weet hij dat ze getrouwd is met Greg, blijft Julian achter Caroline aangaan. Ondertussen is ook Malbro achter Julian aan. Als Caroline een feest geeft om geld in te zamelen voor een goed doel, ziet ze Greg met Allison zoenen, vlak nadat ze hem heeft verteld dat Julian achter haar aan is. Na een confrontatie geeft Greg toe met Allison te willen trouwen.
Wanneer Caroline naar Parijs gaat voor haar scheiding, belt ze Julian op, die onmiddellijk zijn koffers pakt om ook naar de hoofdstad van Frankrijk te gaan. Hij doet opnieuw een huwelijksaanzoek, maar Caroline vertelt dat ze tijd nodig heeft. Als Malbro belt om te vertellen dat Greg getrouwd is met Allison, maar dat hij op financieel gebied in de problemen zit, biedt Caroline hulp aan. Julian kan dit niet hebben en neemt het vliegtuig naar Belgrado. Caroline probeert hem nog in te halen, maar is net op tijd om zijn vliegtuig enkel te zien vertrekken.
Als Julian terugkeert naar New York, vertelt hij aan Malbro dat hij een jaar lang naar China en India zal gaan, omdat hij zich verslagen voelt door Caroline's voorkeur voor Greg. Wanneer Malbro dit aan Caroline vertelt, besluit ze dat ze toch wil trouwen met Julian. Allison wil gaan roddelen over Caroline maar Malbro houdt haar tegen. Dan vertrekt Allison met Greg en ze krijgen een auto-ongeluk waarbij Allison om het leven komt. Greg belandt in het ziekenhuis en Caroline bezoekt hem om te vertellen dat ze hem nooit zal verlaten...

## Rolverdeling
| Acteur          | Personage         |
| --------------- | ----------------- |
| Ruth Chatterton | Caroline Grannard |
| George Brent    | Julian Tierney    |
| Bette Davis     | Malbro            |
| John Miljan     | Greg Grannard     |
| Adrienne Dore   | Allison Adair     |